# Azteca Uno
Azteca Uno est un réseau de télévision mexicain appartenant à TV Azteca lancé le 12 octobre 1968.
Le réseau opère également une chaîne internationale sous le nom de Azteca Uno Internacional, distribué dans 13 pays en Amérique du Sud et en Amérique Centrale.

## Émissions

### Telenovelas
- Emperatriz
- Cielo rojo
- A corazón abierto
- La mujer de Judas
- Amor cautivo

## Stations
Le réseau compte environ une centaine de stations affiliées partout au pays. Une quinzaine d'entre eux diffusent en format numérique terrestre.
- XHDF-TV est la station mère, située à Mexico.

## Distribution internationale
- Au Canada, Azteca Uno Internacional est autorisé pour distribution depuis janvier 2006[1]. Elle est distribuée par Vidéotron au canal 266.
- Aux États-Unis, la majorité de la programmation d'Azteca Uno est diffusée sur Azteca America, distribué par une cinquantaine de stations.